# Bomben auf Monte Carlo (1960)
Bomben auf Monte Carlo ist eine deutsche Filmkomödie von Georg Jacoby aus dem Jahr 1960. Der spätere Verleihtitel des Films lautete Eddie läßt die Bombe platzen.

## Handlung
Nachdem Lebemann und Kapitän Eddie Cronen mal wieder ein Schiff auf Grund gesetzt hat, steckt er mit seinem Freund Dr. Swaart in einer kleinen Pension fest. Seit Wochen hat er die Zeche nicht gezahlt und der Wirt hat ihnen inzwischen die Hosen entwendet, damit die säumigen Gäste nicht flüchten können. Dies erfreut die Wirtstochter sowie die junge Giuletta, die beide um die Gunst von Eddie kämpfen. Der erhält schließlich einen Brief aus dem Königreich Dorado, in dem man ihm die Stelle des Kommandanten der Flotte anbietet. Dr. Swaart hatte ohne Eddies Wissen auf eine entsprechende Anzeige in der Zeitung geantwortet. Der Wirt hofiert Eddie nun und er und Dr. Swart erhalten ihre Hosen wieder. Kurze Zeit später fahren sie nach Dorado.
Die Flotte entpuppt sich als das alte Kanonenboot Persimon und die Besatzung als undiszipliniert. Den letzten Kapitän warfen sie von Bord, weswegen dem Ministerpräsidenten der Draufgänger Eddie als geeignete neue Wahl erscheint, zumal Eddie sämtliche Mitbewerber um den Posten mit einem Trick aus dem Palast beordert. Eddie erhält die Stelle und erfährt, dass er bereits am nächsten Tag Prinzessin Marina nach Portugal bringen soll. Marina wird am nächsten Tag volljährig und wird ab dann anstelle des Ministerpräsidenten regieren. Nach seinem Willen soll die unerfahrene junge Frau, die bisher vom Volk ferngehalten wurde, in Portugal einen Ehemann finden. Eddie sieht die Ahnengalerie im Schloss und ist entsetzt, könne die Prinzessin doch nur eine hässliche Frau sein.
Marina erfährt von ihrem Stubenmädchen, dass am Abend Karneval in Monte Carlo gefeiert wird. Da dort jeder der sein kann, der er sonst nicht ist, verkleidet sie sich heimlich als Stubenmädchen und flieht aus dem Palast. Sie trifft auf Eddie, der sie mit nach Monte Carlo nimmt. Er glaubt, er habe das Stubenmädchen der Prinzessin vor sich, lästert ein wenig über die wahrscheinlich unattraktive Prinzessin und verliebt sich in Marina. Sie gehen essen und tanzen und er schenkt ihr am Ende eine wertvolle Kette. Abends treffen sie sich erneut, besuchen ein Casino und landen am Ende auf der Persimon, wo Eddie und die Besatzung ein Fest feiern. Am Tag sind die Sachen der Prinzessin verladen worden und Marina wird stutzig, als sie von den Unmengen Kisten hört, in denen angeblich ihre Sachen verstaut sind. Sie lässt sich in den Lagerraum führen und entdeckt in den Kisten Goldbarren – das gesamte Vermögen von Dorado. Am nächsten Morgen hält sie Hof. Der Ministerpräsident bittet darum, in ihrer Abwesenheit Urlaub machen zu dürfen, und Marina ahnt, dass der Urlaub in Tanger stattfinden soll. In Tanger war auch ein Zwischenstopp auf der Reise geplant. Weil der Ministerpräsident auf diesem Stopp die Goldkisten an sich nehmen und mit ihnen verschwinden wollte, gibt Marina Befehl, ihn zu verhaften. Der Minister weiß jedoch um seine Macht und lässt Marina und ihre Vertraute Contesse Tamm in ihr Zimmer sperren. Als vermeintliche Prinzessin verkleidet er seine Geliebte Olga, mit der er den Diebstahl vorbereitet hat. Marina schenkt ihr die Kette, die sie von Eddie erhalten hat.
Eddie legt mit der Persimon ab. Bei einem Kapitänsdinner entdeckt er die Kette, die er Marina geschenkt hat. Er weiß nun, dass die vermeintliche Prinzessin an Bord keine ist und Marina in Wirklichkeit die Herrscherin von Dorado sein muss. Eine Funkverbindung zum Land lässt sich zunächst nicht herstellen, weil der Ministerpräsident unterdessen über die Verbindung zum Volk spricht. Er behauptet, dass Marina die Gelder stehlen wollte und er sie an der Flucht hinderte. In kurzer Zeit bildet sich ein wütender Mob vor dem Palast. Eddie verlangt schließlich per Funk die Freilassung der Prinzessin und will sie sprechen. Andernfalls werde er Dorado bombardieren. Marina weigert sich, mit Eddie zu sprechen, wird jedoch vom Ministerpräsidenten gezwungen, vor das Volk zu treten, das sie mit Steinen bewirft. Nun spricht sie mit Eddie, warnt ihn jedoch vor dem Minister. Als dieser das Mikro an sich reißt, ruft sie, dass Eddie die Stadt bombardieren soll. Eddie gibt den Feuerbefehl. Im Tumult gelingt es schließlich Oberst Joseph Ward, dem Geliebten von Contesse Tamm, den Ministerpräsidenten niederzustrecken. Marina ernennt ihn zum neuen Ministerpräsidenten. Eddie ist unterdessen mit seinen Matrosen zum Schloss geeilt, um Marina zu retten. Als sie ankommen, ist alles bereits vorbei. Marina hat sich für ihren Geliebten ihr schönstes Kleid angezogen und es kommt zum großen Wiedersehen. Schon bald erkennt Eddie, dass Marina nun als Regentin andere Verpflichtungen hat, und gibt sie frei. Er will wiederkommen und dabei an einem bestimmten Steg ankern. Marina gibt den Befehl, diese Stelle immer freizuhalten. Eddie und Dr. Swaart fahren gemeinsam davon.

## Produktion
Bomben auf Monte Carlo beruht auf dem gleichnamigen Roman von Fritz Reck-Malleczewen, der bereits 1931 verfilmt wurde. Die Dreharbeiten fanden seit der zweiten Jahreshälfte 1959 in Nizza, Monte Carlo sowie auf Schloss Schleißheim bei München statt. Der Film erlebte am 11. März 1960 in der Essener Lichtburg seine Premiere. Spätere Verleihtitel des Films lauteten Eddie läßt die Bombe platzen bzw. Lach-Bomben auf Monte Carlo. Im Jahr 2006 erschien der Film im Rahmen der Reihe Kinohits von gestern auf DVD.
Im Film sind die Lieder Das ist die Liebe der Matrosen sowie Eine Nacht in Monte Carlo zu hören, die in der Originalfassung schon in der Erstversion von 1931 verwendet wurden.
Die Filmbauten entwarf Ernst H. Albrecht, ausgeführt von Hans Auffenberg. Die Originalmusik von Werner Richard Heymann wurde wiederverwendet und um Kompositionen bzw. einzelne Stücke von Willy Mattes, Erwin Halletz, Horst Kudritzki und Billy Vaughin angereichert. Wolfgang Wehrum diente Regisseur Jacoby als Regieassistent. Alfred Bittins und Helmuth Volmer waren die Produktionsleiter des Films.

## Kritik
Der film-dienst nannte Bomben auf Monte Carlo eine „bonbonfarbene Filmoperette von der Liebe einer Kleinstaat-Prinzessin zu einem seefahrenden Abenteurer. Ohne nennenswerten Witz und Geschmack hauptsächlich auf Eddie Constantines ‚Unwiderstehlichkeit‘ zugeschnitten.“